# Cantharis cryptica
Espèce
Cantharis cryptica est une espèce d'insectes coléoptères de la famille des Cantharidae.

## Distribution
Du Portugal à la Pologne en passant par les îles Britanniques.